# Phalaenopsis stuartiana
Phalaenopsis stuartiana Rchb.f., 1881 è una pianta della famiglia delle Orchidacee endemica delle Filippine.

## Descrizione
È un'orchidea epifita di media taglia  caratterizzata da un breve stelo coperto dalle basi embricate delle foglie che sono oblungo-ellittiche, con apici ottusi, carnose, arcuate o semipendule, di colore verde chiaro screziato di verde scuro. La fioritura avviene dall'inverno alla primavera ed è costituita da un'infiorescenza lunga fino a 90 centimetri, molto ramificata, pendula a ciondolo, recante fino a 100 fiori. Questi sono  leggermente profumati e piuttosto appariscenti, grandi dai 5 ai 9 centimetri di colore bianco, maculato di rosa e di porpora.

## Distribuzione e habitat
La specie è originaria dell'isola di Mindanao, nell'arcipelago delle Filippine, dove cresce epifita sugli alberi della foresta pluviale, dal piano fino a 300 metri di quota .

## Sinonimi
Phalaenopsis schilleriana var. stuartiana (Rchb.f.) Burb., 1882

Phalaenopsis stuartiana var. nobilis Rchb.f., 1881

Phalaenopsis schilleriana var. vestalis Rchb.f., 1882

Phalaenopsis stuartiana var. punctatissima Rchb.f., 1882

Phalaenopsis stuartiana var. punctulata Linden, 1885

Phalaenopsis stuartiana var. bella Rchb.f., 1888

Phalaenopsis schilleriana var. alba Roebelen, 1890

Phalaenopsis schilleriana subvar. vestalis (Rchb.f.) A.H.Kent, 1891

Phalaenopsis stuartiana f. nobilis (Rchb.f.) Christenson, 2001

Phalaenopsis stuartiana f. punctatissima (Rchb.f.) Christenson, 2001

## Coltivazione
Questa pianta richiede ombra ed irrigazioni per tutto l'anno, gradisce le alte temperature.